# ピカ☆ンチ LIFE IS HARDだけどHAPPY
『ピカ☆ンチ LIFE IS HARDだけどHAPPY』（ピカンチ ライフ イズ ハードだけどハッピー）は、2002年に制作、10月18日に公開された嵐初主演の日本映画。
ジェイ・ストーム配給映画第1作。

## 概要
東京最後のマンモス団地、「八塩団地」で暮らす高校生たちの恋愛・家庭・学校などの様々な過程を綴った、井ノ原快彦（20th Century）の青春時代を元に作られた作品で、井ノ原の出身地である八潮が舞台のモデルかつロケ地となっている。DVD・VHSが発売され、限定版の緑色のケースには映画内で出演した「ダンチッチ」のストラップが付いてきた。
「ピカ☆ンチ」とは「青春とはピカイチでハレンチ」と映画の舞台である「団地（ダンチ）」をくっつけた造語。
続編『ピカ★★ンチ LIFE IS HARDだからHAPPY』は3年の時を経た仲間たちを描いている。

## あらすじ
東京・品川。世帯数約6000、69棟にも及ぶマンモス団地「八塩団地」。東京だけど、どこか東京でない、ちょっとヘンテコなこの団地に、中学校以来の「クサレ縁」で結ばれた5人組がいた。
つるんで過ごす「今」という時間が最高に楽しくて、卒業後の身の振り方なんてまるで頭にない五人。そんな日々を過ごしている彼らも、気がつけば高校最後の学年を迎えていた。
ある日、高校最後の「原宿詣で」に出かけた五人。スケボーを勢い良く乗り回すタクマ、おもむろにクレープの屋台を広げるボン、キャッチセールスにつかまりまくるハル、何故か瓦割りを始めるチュウ、そして、ふとしたきっかけで美少女みくと出会ってしまったシュン。
この日を境に、卒業までの歯車が一気に回転し始めることを、5人は知る由もなかった…。

## 出演者
岡野瞬（おかのしゅん） - 相葉雅紀
通称、シュン。普通棟と呼ばれる八塩団地第五棟居住。
海賊ラジオでDJ気取りの父に手を焼く自称「平凡を絵に描いたような高校三年生」。
二葉廉太郎（ふたばれんたろう） - 松本潤
通称、ボン。リッチ棟と呼ばれる八塩団地第三十三棟居住。
川崎で純和風居酒屋「もとや」を経営する父を持つ。オールシーズン短パン姿のおぼっちゃま（小説のみ）。
恩田琢磨（おんだたくま） - 二宮和也
通称、タクマ。貧乏棟と呼ばれる八塩団地第十二棟居住。
原宿から八塩に初めて「スケボー」を持ち込んだ。若者からは”八塩の若きフランシスコ・ザビエル”と言われている。
貴田春彦（たかだはるひこ） - 大野智
通称、ハル。普通棟と呼ばれる八塩団地第五棟居住。
エロ本アダルトDVDの隠し場所がすぐバレる特殊技能を持つ、困り顔がやたらと似合う高校生。
鴨川忠（かもがわただし） - 櫻井翔
通称、チュウ。ちょっと危ない?八塩団地第九棟居住。
八塩限定老舗原付バイク暴走族「鮫洲一家」で第二十五代ヘッドを張るヤンキー。そのためいつもリーゼントである。密かにクレーンの免許を取ろうと勉強するがはかどってはいない。
鴨川かごめ - 井ノ原快彦（20th Century）
チュウの兄。鮫洲一家の元総長で、現在は八塩一早くピザを宅配する男。
岡野勝幸 - 山崎一
シュンの父親。DJ気取り。
橘みく - 伴杏里
シュンの彼女。トリマーを目指す。猿岩石の熱狂的なファン。
高野君江：秋山菜津子
家族を持っているが、ハルと不倫をしている。
ボンの父 - 田山涼成
タクマの父 - 半海一晃
タクマの母 - 今江冬子
千景重森 ‐ 大林丈史
菅原洋二 - 野添義弘
音楽教師･早乙女 - 銀粉蝶
猿岩石 -(当時 猿岩石（森脇和成・有吉弘行）)
星野さん - 渋谷桃子
チュウが片思いしているクラスメイト。
ハリー蘭丸 - 北村栄基
原宿詣での時タクマと出会う。タクマのライバル。

## スタッフ
- 監督：堤幸彦
- 原案：井ノ原快彦（20th Century）
- 脚本：河原雅彦
- 音楽：辻陽
- 照明：石田健司

## 音楽
- 主題歌： 嵐「PIKA☆NCHI」（ジェイ・ストーム）
- 挿入歌：嵐「道」（ジェイ・ストーム）

## DVD
映画のDVD/VHSは、2003年6月25日に発売。また、2014年8月27日にはBlu-rayで発売された。
当初は通常盤DVD/VHS、初回限定盤DVD/VHSの全4形態。その後、通常盤Blu-rayも発売されている。
- 一部発売･レンタルしたDVDのキャストリストに誤りがあり、鴨川忠役の櫻井の名前がなく、恩田琢磨役の二宮の「和也」という字が「和成」となっている[2]。

## サウンドトラック
『THE ORIGINAL MOTION PICTURE SOUNDTRACK ピカ☆ンチ LIFE IS HARD だけど HAPPY』は、本映画のサウンドトラック。2002年10月30日にJ Stormより発売された。

### 収録曲
1. MALIDULA / YANAGI
2. LITATY / YANAGI
3. monday night / SUGI-CHANG
4. eternity / TAICHI-MASTER
5. 童夢ZERO / Rock-Tee
6. チチ / DJ TATSUYA
7. drive away / TAICHI-MASTER
8. マイルド / DJ TATSUYA
9. ニューライト / DJ TATSUYA
10. CONFUSION / GM-KAZ
11. ORANGE LIGHT / DJ SHUHO
12. OUT OF THE SHOT / DJ TATSUYA
13. MONKEY WOMEN / DJ SHUHO
14. SHOCADELICA / YANAGI
15. 15th elements / SUGI-CHANG
16. THE ピカ☆ンチ -special edit- / DJ SHUHO
17. 道 / 嵐

Produced by DJ SHUHO (DJ of KICK THE CAN CREW)